# Italia ai XIII Giochi olimpici invernali
L'Italia partecipò ai XIII Giochi olimpici invernali, svoltisi a Lake Placid, Stati Uniti d'America, dal 14 al 23 febbraio 1980, con una delegazione di 46 atleti, 12 dei quali donne. L'Italia chiuse questa edizione al tredicesimo posto con due medaglie d'argento.

## Medagliere per discipline
| Sport    | Oro | Argento | Bronzo | Totale |
| -------- | --- | ------- | ------ | ------ |
| Slittino | 0   | 2       | 0      | 2      |
| Totale   | 0   | 2       | 0      | 2      |

## Medaglie d'argento
| Medaglia | Nome                          | Sport    | Evento  |
| -------- | ----------------------------- | -------- | ------- |
| Argento  | Paul Hildgartner              | Slittino | Singolo |
| Argento  | Peter Gschnitzer Karl Brunner | Slittino | Doppio  |